# Donji Zvečaj
Donji Zvečaj is een plaats in de gemeente Duga Resa in de Kroatische provincie Karlovac. De plaats telt 172 inwoners (2001).